# Træasters
Træasters (Olearia nummulariifolia) er en stedsegrøn busk med en tæt forgrenet, opret vækst. Arten anvendes i haver og er hjemmehørende i New Zealand.

## Beskrivelse
Skuddene er først grønne, men bliver senere gullige med et filtet lag af hår. Til sidst er de præget af de tydelige bladar. Bladene er meget tætsiddende (de dækker grenen helt), tilliggende, tykke og læderagtige. De er ovale eller omvendt ægformede med hel rand og grågrøn farve.
Blomstringen sker i juli. Blomsterne er samlet i endestillede kurve, som er sammensat af uregelmæssigt anbragte randblomster og rørformede skiveblomster. Kronbladene er hvide.
Rodnettet er kraftigt og dybtgående. Blomsterne er duftende.
Højde x bredde og årlig tilvækst: 1,00 x 1,00 m (10 x 5 cm/år), i hjemlandet dog væsentligt større.

## Hjemsted
Arten er hjemmehørende i området mellem East Cape på Nordøen og Foveauxstrædet på Sydøen i New Zealand. Her findes den oven for trægrænsen på de høje bjerge.
På østvendte skråninger af Mount Ruapehu midt på Nordøen, New Zealand findes arten over skovgrænsen (i mere end 1.000 m højde) på klitter og tørkeprægede områder sammen med bl.a. Bjerg-Sydtaks, Coprosma pseudocuneata (en art i Krap-familien), Dracophyllum filifolium (en art i Lyng-familien), Duft-Hebe, Gaultheria crassa (en Bjergte-art), Pentachondra pumila (en art i Lyng-familien), Phyllocladus alpinus (en nåletræ-art), Pseudopanax colensoi (en art i Vedbend-familien) og Rød Tussock
| Portal | Portal:Botanik |

## Note
1. ↑  Peter Wardle: Vegetation of New Zealand, 1991 ISBN 978-0-521-25873-9 (engelsk)